# Cuadrilátero equidiagonal

Un cuadrilátero equidiagonal, mostrando sus diagonales iguales, el rombo de Varignon, y las bimedianas perpendiculares

En geometría euclidiana, un cuadrilátero equidiagonal es un polígono convexo de cuatro lados cuyas dos diagonales tienen la misma longitud. Los cuadriláteros equidiagonales eran importantes en la matemática en la India antigua, donde los cuadriláteros se clasificaban primero según si eran o no equidiagonales y luego en tipos más especializados.

## Casos especiales
Entre los ejemplos de cuadriláteros equidiagonales se incluyen el trapezoide isósceles, el rectángulo y el cuadrado.

La forma equidiagonal de una cometa, que maximiza la relación entre el perímetro y el diámetro, inscrita en un triángulo de Reuleaux

Entre todos los cuadriláteros, la forma que tiene la mayor relación entre su perímetro y su diámetro es un deltoide equidiagonal (la reconocible forma de una cometa) con ángulos de π/3, 5π/12, 5π/6 y 5π/12.

## Caracterizaciones
Un cuadrilátero convexo es equidiagonal si y solo si su paralelogramo de Varignon, el paralelogramo formado por los puntos medios de sus lados, es un rombo. Una condición equivalente es que las bimedianas del cuadrilátero (las diagonales del paralelogramo de Varignon) sean perpendiculares entre sí.
Un cuadrilátero convexo con longitudes diagonales {\displaystyle p} y {\displaystyle q} y longitudes de bimedianas {\displaystyle m} y {\displaystyle n} es equidiagonal si y solo si: Prop.1 
{\displaystyle pq=m^{2}+n^{2}.}

## Área
El área K de un cuadrilátero equidiagonal se puede calcular fácilmente si se conoce la longitud de sus bimedianas m y n. Un cuadrilátero es equidiagonal si y solo si: p.19 : Corollary 4 
{\displaystyle \displaystyle K=mn.}
Esto es una consecuencia directa del hecho de que el área de un cuadrilátero convexo es el doble del área de su paralelogramo de Varignon y de que las diagonales en este paralelogramo son las bimedianas del cuadrilátero. Usando las fórmulas para las longitudes de las bimedianas, el área también se puede expresar en términos de los lados a, b, c, d del cuadrilátero equidiagonal y la distancia x entre los puntos medios de las diagonales como: p.19 
{\displaystyle K={\tfrac {1}{4}}{\sqrt {(2(a^{2}+c^{2})-4x^{2})(2(b^{2}+d^{2})-4x^{2})}}.}
Se pueden obtener otras fórmulas de área configurando p = q en las fórmulas para el área de un cuadrilátero convexo.

## Relación con otros tipos de cuadriláteros
Un paralelogramo es equidiagonal si y solo si es un rectángulo, y un trapecio (geometría) es equidiagonal si y solo si es un trapezoide isósceles. Los cuadriláteros equidiagonales cíclicos son exactamente los trapecios isósceles.
Existe una dualidad entre cuadriláteros equidiagonales y cuadriláteros ortodiagonales: un cuadrilátero es equidiagonal si y solo si su paralelogramo de Varignon es ortodiagonal (un rombo), y el cuadrilátero es ortodiagonal si y solo si su paralelogramo de Varignon es equidiagonal (un rectángulo). Equivalentemente, un cuadrilátero tiene diagonales iguales si y solo si tiene bimedianas perpendiculares, y tiene diagonales perpendiculares si y solo si tiene bimedianas iguales.Silvester (2006) proporciona conexiones adicionales entre los cuadriláteros equidiagonales y ortodiagonales, a través de una generalización del teorema de van Aubel.
Los cuadriláteros que son ortodiagonales y equidiagonales, y en los cuales las diagonales son al menos tan largas como todos los lados del cuadrilátero, tienen el área máxima para su diámetro entre todos los cuadriláteros, resolviendo el caso n = 4 del problema del mayor polígono pequeño. El cuadrado es uno de esos cuadriláteros, pero hay infinitos otros. Los cuadriláteros equidiagonales y ortodinámicos se conocen como "cuadriláteros mediocuadrados".
: p. 137  porque son los únicos para los que el cuadrilátero de Varignon (con vértices en los puntos medios de los lados del cuadrilátero) es un cuadrado. Tal cuadrilátero, con lados sucesivos  a, b, c, d , tiene área: Thm. 16 
{\displaystyle K={\frac {a^{2}+c^{2}+{\sqrt {4(a^{2}c^{2}+b^{2}d^{2})-(a^{2}+c^{2})^{2}}}}{4}}.}